# 위생 시설
위생 시설(sanitation) 또는 위생 관리는 깨끗한 식수, 사람의 배설물 및 하수의 처리 및 처리와 관련된 공중 보건 조건을 의미한다. 사람이 분뇨와 접촉하는 것을 방지하는 것은 비누로 손을 씻는 것과 마찬가지로 위생 관리의 일부이다. 위생 관리 시스템은 특히 대변-구강 경로를 통한 질병의 전염을 막을 수 있는 깨끗한 환경을 제공함으로써 인간의 건강을 보호하는 것을 목표로 한다. 예를 들어, 어린이의 영양실조와 성장 부진의 주요 원인인 설사는 적절한 위생 관리를 통해 줄일 수 있다. 회충증(장내 벌레 감염 또는 기생충증의 일종), 콜레라, 간염, 소아마비, 주혈흡충증, 트라코마 등 위생 수준이 낮은 지역 사회에서 쉽게 전염되는 질병이 많이 있다.
다양한 위생 관리 기술과 접근법이 존재한다. 몇 가지 예로는 지역사회 주도의 전반적 위생 관리, 컨테이너 기반 위생 관리, 생태 위생 관리, 비상 위생 관리, 환경 위생 관리, 현장 위생 관리 및 지속 가능한 위생 관리가 있다. 위생 관리 시스템에는 사람의 배설물과 폐수의 수집, 저장, 운송, 처리 및 폐기 또는 재사용이 포함된다. 위생 관리 시스템 내 재사용 활동은 배설물과 폐수에 포함된 영양소, 물, 에너지 또는 유기물에 초점을 맞출 수 있다. 이를 "위생 관리 가치 사슬" 또는 "위생 관리 경제"라고 한다. 위생 관리 사슬의 모든 단계에서 위생 기술을 청소, 유지, 운영 또는 비우는 일을 담당하는 사람들을 "위생 관리 작업자"라고 한다.
여러 위생 관리 "수준"이 국가 내 또는 국가 간 위생 관리 서비스 수준을 비교하는 데 사용된다. 2016년 공동모니터링 프로그램에서 정의한 위생사다리는 노상배변에서 시작하여 '개선되지 않음', '제한적', '기본적'이라는 용어를 사용하여 위로 올라가며, 가장 높은 수준은 '안전하게 관리됨'이다. 이는 특히 개발도상국에 적용된다.
물과 위생 관리에 대한 인권은 2010년 유엔 총회에서 인정되었다. 위생 관리는 국제 개발 우선순위이며 지속 가능한 개발 목표 6의 주제이다. JMP의 2017년 추산에 따르면 현재 45억 명의 사람들이 안전한 위생 관리를 누리지 못하고 있다. 위생 관리에 대한 접근성 부족은 공중 보건뿐만 아니라 인간의 존엄성과 개인 안전에도 영향을 미친다.

## 같이 보기
- 수질 오염
- 세계 화장실의 날